# Lóegaire Búadach
 (signalé en juin 2025).
Si vous disposez d'ouvrages ou d'articles de référence ou si vous connaissez des sites web de qualité traitant du thème abordé ici, merci de compléter l'article en donnant les références utiles à sa vérifiabilité et en les liant à la section « Notes et références ».
- Archive Wikiwix
- Bing
- Cairn
- DuckDuckGo
- E. Universalis
- Gallica
- Google
- G. Books
- G. News
- G. Scholar
- Persée
- Qwant
- (zh) Baidu
- (ru) Yandex
- (wd) trouver des œuvres sur Wikidata

Pour les articles homonymes, voir Lóegaire Birn Buádach.
Dans la mythologie celtique irlandaise, Lóegaire Búadach (Lóegaire le Victorieux) est un guerrier d’Ulster, compagnon et faire-valoir de Cúchulainn, dont il partage de nombreuses aventures. Il apparaît notamment dans Fled Bricrenn (Le Festin de Bricriu) et Aided Lóegairi Búadaig (La Mort violente de Lóegaire le Victorieux), deux récits du Cycle d'Ulster. Sa résidence est à Inber Seimne (dans l’actuel Comté d'Antrim).

## Mythologie
Dans l’épisode du festin de Bricriu, Cúchulainn, Conall Cernach et Lóegaire se disputent la « part du héros », chacun prétendant être le plus illustre et y avoir droit. Il revient au druide Sencha de mettre fin à la querelle en décrétant que le cuissot devait être partagé et que la question de savoir qui est le plus illustre guerrier serait arbitrée par Ailill, le roi du Connaught.
Sa fin est tragi-comique : le roi Conchobar Mac Nessa avait condamné son barde Aed Mac Ainine à être noyé, pris en flagrant délit d’adultère avec l’épouse du roi, Mugain (aussi appelée Ethne Aitenchaithrech). La sentence doit être réalisée dans un lac, près de chez Lóegaire. Le barde se défend, fait des incantations magiques aux eaux, ce qui attire l’attention du guerrier. Celui-ci se précipite hors de sa maison mais se cogne mortellement la tête au linteau de la porte. Il a néanmoins le temps de sauver la vie du barde et de tuer trente guerriers de l’armée de Conchobar.